# Азовское казачье войско
Азовское казачье войско — (в отличие от существовавшего с 1696 года по 1775 год Азовского казачьего полка) войсковое казачье формирование в XIX веке.
Казачье войско создано российским правительством в 1832 году из бывших запорожских казаков Задунайской Сечи, перешедших из турецкого в русское подданство. Размещалось между Бердянском и Мариуполем. В 1852—1864 годах войско частично было переселено на Кубань. В 1865 году войско было упразднено.

## Возникновение
Азовское войско возникло с переходом части задунайских запорожцев в количестве 1500 человек под предводительством кошевого атамана Осипа Гладкого в 1828 году из турецкого в русское подданство. Из перешедших казаков был сперва образован дунайский казачий полк, а по окончании турецкой войны император Николай I предоставил Гладкому выбирать свободную землю в южных пределах России. Казаки на раде решили присоединиться к черноморскому войску, но Гладкий не нашел или не захотел найти свободной земли на Кубани и привёл казаков на северную сторону Азовского моря, между Бердянском и Мариуполем, в Александровском уезде Екатеринославской губернии. До 1831 года войско носило название «отдельного запорожского войска».

## Азовское войско
В 1831 году получило войско название Азовского казачьего войска, получив занятую землю, а сам Гладкий был назначен наказным атаманом этого войска. К составу войска, вследствие его малочисленности, были причислены Петровский мещанский посад, Новоспасовское селение государственных крестьян и Стародубовская станица, образованная из переселенцев Черниговской губернии. Коренные казаки населили две станицы — Никольскую и Покровскую. Часть запорожцев, недовольная Гладким, ушла обратно в Турцию. Главной службой азовских казаков стало крейсирование на военных баркасах у восточных берегов Чёрного моря с целью поимки турецкой контрабанды.
На 1850 год Азовское казачье войско состояло из пяти станиц : Покровская, Никольская, Новоспасовская, Петровская, Стародубовская. Численность населения душ мужского пола − 4974, женского − 4739. Войсковая канцелярия и наказной атаман размещались в станице Петровская (он же посад Петровский).

## Переселение на Кубань
Уже в царствование Николая I правительство думало переместить азовских казаков на Кавказ, но на такое переселение согласилась тогда лишь часть войска (так называемые «Анапские поселенцы» — по району поселения в 1830-х годах) и переселение было отложено. Отчасти его смогли осуществить в 1852—1864 годах.
Заведовавший заселением Западного Кавказа граф Н. И. Евдокимов не нашел нужным считаться с желанием азовских казаков как в отношении места, так и способа их поселения. Казакам были отведены не те места, которые они сами выбрали (на реке Аушец), а другие — неудобные для хлебопашества. Кроме того, граф Евдокимов решил расселить их по разным местам вперемешку с другими поселенцами, прибывшими из разных мест, тогда как войско хотело сохранить своё единство. Все эти меры вызвали волнение среди казаков, которые были подавлены силой. Казаки были расселены в разных станицах Анапского округа и Закубанской области, но жалобы азовцев дошли до императора Александра II, который предписал впредь заселять их за Кубань целыми станицами. Таким порядком в 1864 году было переселено 339 семейств, на следующий год к переселению вызывались только желающие, которых нашлось лишь одно семейство.

## Упразднение
Положением 11 октября 1865 года азовское войско было упразднено и жители его обращены в гражданское состояние. При этом ещё 28 семейств бывших запорожцев, с разрешения правительства, переселились на Кубань.